# Jan Ladislav Dussek

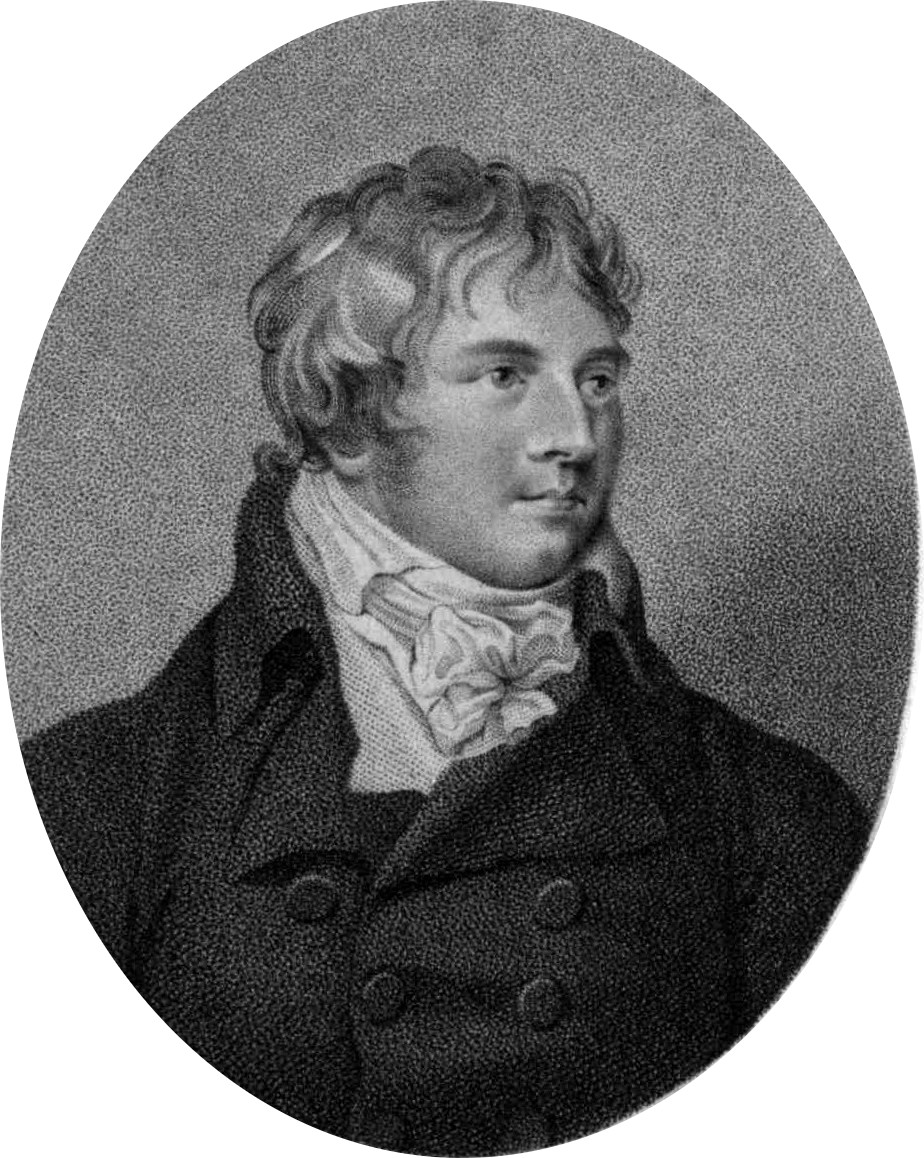
Jan Ladislav Dussek

Jan Ladislav Dussek, o più propriamente Václav Jan Dusík (Čáslav, 12 febbraio 1760 – Saint-Germain-en-Laye, 20 marzo 1812), è stato un compositore e pianista boemo.

## Biografia
La famiglia Dussek ebbe una straordinariamente lunga tradizione come musicisti professionisti, e può essere fatta risalire sin dal nonno di Jan Ladislav, ed è proseguito nel ramo della famiglia residente in Moravia almeno fino agli anni settanta. Fra questi ultimi, Jan Ladislav viene spesso indicato come "Dussek il Grande". La madre di Jan Ladislav era una suonatrice d'arpa, e compose molti pezzi sia per l'arpa che per il pianoforte. Al di là della musica, la sua vita privata ebbe delle connotazioni leggendarie.
Dopo i suoi studi iniziali in Boemia, Dussek si recò nei Paesi Bassi e in Germania, dove probabilmente studiò con C. P. E. Bach. Da lì si trasferì a San Pietroburgo, dove fu, per qualche tempo, il favorito di Caterina II di Russia. Tuttavia, dopo qualche tempo, fuggì da San Pietroburgo appena prima dell'arresto da parte della polizia segreta di Caterina, che lo accusò di essere coinvolto in un complotto per assassinare Caterina stessa. Considerando le simpatie monarchiche di Dussek, la sua ben documentata avvenenza personale e la propensione di Caterina per giovani uomini di bell'aspetto, altre spiegazioni appaiono più probabili.
Dopo la partenza di Dussek da San Pietroburgo, l'artista accettò una posizione di direttore musicale per il principe Antoni Radziwiłł in Lituania per un anno; dopodiché partì per una tournée della Germania a metà degli anni 1770 in qualità di virtuoso del pianoforte e dell'armonica a bicchieri. In seguito si recò in Francia, dove divenne uno dei favoriti di Maria Antonietta d'Asburgo-Lorena, la quale provò a dissuaderlo dal recarsi in tournée a Milano nel 1788. Allo scoppiare della Rivoluzione francese nel 1789, Dussek fuggì dalla Francia e finì in Inghilterra, in particolare a Londra. Continuando nella sua serie di exploit romantici, portò con sé la moglie arpista del compositore Jean-Baptiste Krumpholz, che si annegò nella Senna come conseguenza dell'abbandono.

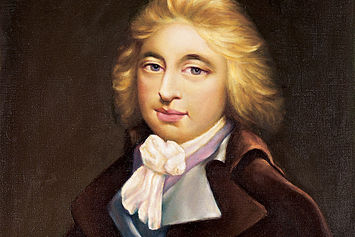
Ritratto di Dussek

A Londra Dussek continuò la sua fiorente carriera di virtuoso, ottenendo grandi encomi da parte di Franz Joseph Haydn, che scrisse una calorosa nota al padre di Dussek dopo uno dei concerti di Salomon che presentava lavori di entrambi i compositori. A Londra, Dussek unì le forze con un editore musicale di nome Corri per formare una ditta che successivamente fallì. Dussek presto abbandonò Madame Krumpholz in favore della giovane figlia di Corri, Sophie, che sposò. Sophie Dussek fu cantante, pianista e arpista che in seguito divenne nota per propri meriti. Insieme ebbero una figlia, ma il matrimonio non fu felice, ed entrambi i coniugi intrattennero tresche con amanti.
A parte la sua musica, Dussek è importante nella storia della musica a causa della sua amicizia con John Broadwood, lo sviluppatore del pianoforte "English Action". Poiché la musica di Dussek richiedeva una potenza e una gamma di suoni non presente nei pianoforti di allora, il musicista spinse Broadwood a creare varie estensioni della gamma e della sonorità dello strumento. Fu uno strumento di Broadwood con miglioramenti di Dussek che fu inviato a Beethoven. E fu mentre Dussek cenava con John Broadwood che sua moglie lo abbandonò col proprio amante, benché più tardi lei fece ritorno da Dussek quando l'amante la respinse. Quando la ditta di Dussek e Corri fallì, Dussek lasciò l'Inghilterra per la Germania, lasciandosi alle spalle la famiglia, e con la famiglia il suocero rinchiuso in galera per debiti.

## Discografia
- Dussek, Jan Ladislav & Sophia: Harp sonatas by Kyunghee Kim-Sutre (Sonarti records, 2013, RT01)
- J.L. Dussek: Sonatas for Harp and Fortepiano by Kyunghee Kim-Sutre and Laure Colladant (Mandala, 1995, MAN4854)